# Parepilysta sedlaceki
Parepilysta sedlaceki är en skalbaggsart som beskrevs av Stefan von Breuning 1976. Parepilysta sedlaceki ingår i släktet Parepilysta och familjen långhorningar. Inga underarter finns listade i Catalogue of Life.